# Seznam ostrovů Šalomounových ostrovů

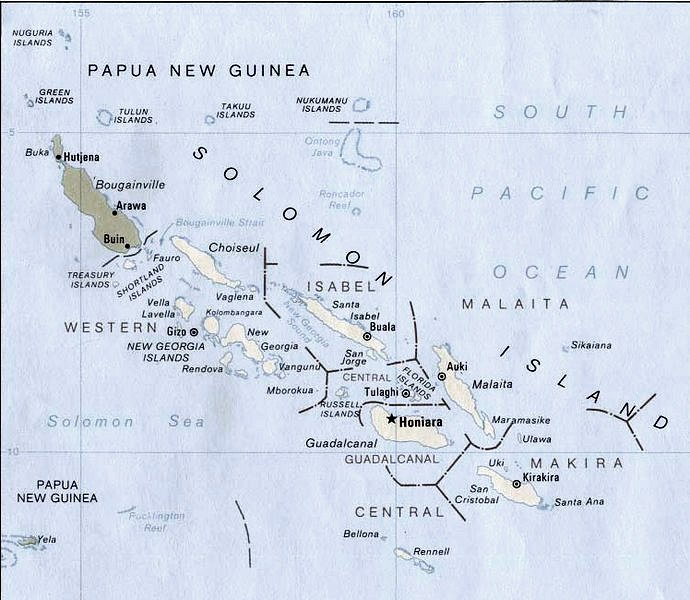
Mapa Šalomounových ostrovů

Ostrovy Šalomounových ostrovů (anglicky Solomon Islands). Tabulka obsahuje přehled ostrovů státu Šalomounovy ostrovy (tzn. že nezahrnuje ostrovy souostroví Šalomounových ostrovů, které jsou součástí státu Papua Nová Guinea) s plochou přes 500 km².
| ostrov        | rozloha (km²) | nejvyšší vrchol   | max.nadm.výška (m n. m.) | poloha                            |
| ------------- | ------------- | ----------------- | ------------------------ | --------------------------------- |
| Guadalcanal   | 5 353         | Mount Popomanaseu | 2335                     | 9°36′18″ j. š., 160°2′43″ v. d.   |
| Malaita       | 3 836         | Mount Kalourat    | 1435                     | 8°59′53″ j. š., 160°56′41″ v. d.  |
| Santa Isabel  | 3 665         | Mount Sasari      | 1220                     | 7°58′50″ j. š., 159°4′22″ v. d.   |
| Makira        | 3 190         | ?                 | ?                        | 10°34′57″ j. š., 161°47′12″ v. d. |
| Choiseul      | 2 971         | ?                 | ?                        | 7°2′58″ j. š., 156°55′44″ v. d.   |
| New Georgia   | 2 037         | ?                 | ?                        | 8°10′17″ j. š., 157°31′34″ v. d.  |
| Kolombangara  | 688           | ?                 | ?                        | 7°59′50″ j. š., 157°1′55″ v. d.   |
| Rennell       | 660           | ?                 | ?                        | 11°37′9″ j. š., 160°11′28″ v. d.  |
| Vella Lavella | 629           | ?                 | ?                        | 7°45′1″ j. š., 156°40′20″ v. d.   |
| Vangunu       | 509           | ?                 | ?                        | 8°39′14″ j. š., 157°59′59″ v. d.  |
| Nendo         | 506           | ?                 | ?                        | 10°43′37″ j. š., 165°53′21″ v. d. |